# Теория деформации
Теории деформации

Деформация в физике твёрдого тела — изменение положение точек тела, при котором меняется взаимные расстояния между ними. Причинами деформаций, сопровождающихся изменениями формы и размеров сплошного тела, могут служить механические силы, электрические, магнитные, гравитационные поля, изменения температуры, фазовые переходы и т. д.

Теории напряжений и деформаций были созданы О. Коши. Они изложены в работе, представленной в Парижскую академию наук в 1822 г., краткое содержание которой опубликовано в 1823 г.

В теории деформации твердых тел рассматриваются многие типы деформаций — сдвига, кручения и т. д. Формальное описание их можно отыскать в любом курсе сопромата.

Если деформация исчезает после снятия нагрузки, то она называется упругой, в противном случае имеет место пластическая деформация. Для упругих деформаций справедлив закон Гука, согласно которому деформация пропорциональна механическому напряжению. Если рассматривать деформации на атомарном уровне, то упругая деформация характеризуется прежде всего практически одинаковым изменением расстояния между всеми атомами кристалла; при пластических деформациях возникают дислокации — линейные дефекты кристаллической решетки.

Величина деформации любого вида определяется свойствами деформируемого тела и величиной внешнего воздействия; следовательно, имея данные о деформации, можно судить либо о свойствах тела, либо о воздействиях; в некоторых случаях и о том и о другом, а в некоторых — о степени изменения свойств деформируемого тела при том или ином внешнем воздействии.

Естественная цель продуктивной теории деформации заключается в создании аналитических соотношений, отражающих адекватные действительности взаимосвязи между различными видами деформаций, с одной стороны, и порождающими их напряжениями, температурами, радиационными, электрическими и магнитными полями и т. п. — с другой. 

Задача физики твёрдого тела в этом плане состоит в построении теории механического поведения кристаллов, в которой учитываются конкретные физические механизмы явления и влияния на соответствующие параметры уравнения структурной организации материалов.

Механика деформаций твёрдого тела (механика разрушения твёрдых тел) предусматривает создание аналитических отношений теории, обеспечивающих решение задач инженерного плана.

## Эффект памяти формы
Эффект памяти формы — возврат деформации при изменении температуры и давления.

Что надо уметь:

1. рассчитывать деформации, возвращающейся при нагреве, без учёта статистической неоднородности;

2. рассчитывать деформации, возвращающейся при нагреве, с учётом статистической неоднородности по ширине 
гистерезиса превращения.
Расчёт эффектов пластичности превращения и памяти формы для материалов, испытывающих мартенситные реакции второго рода.